# 坂本勇人
坂本 勇人（さかもと はやと、1988年12月14日 - ）は、兵庫県伊丹市出身のプロ野球選手（内野手）。右投右打。読売ジャイアンツ所属。
2021年開催の東京オリンピック 野球 金メダリスト。
2016年にセントラル・リーグの遊撃手としては史上初となる首位打者を獲得。2020年には右打者としては最年少となる31歳10か月で通算2000本安打（NPB史上53人目）を達成した。

## 経歴

### プロ入り前
小学1年生から野球を始める。昆陽里タイガースでは投手として、捕手の田中将大とバッテリーを組んでいた。伊丹市立松崎中学校時代はリトルシニアの伊丹シニアに所属。八戸市の光星学院高等学校に進学し、1年生時の秋からショートのレギュラーの座を掴み、第78回選抜高等学校野球大会にも出場。チームは1回戦で敗退したものの、自身は3安打を記録。高校通算39本塁打。
2006年9月25日に行われた高校生ドラフト会議にて、堂上直倫を抽選で外した読売ジャイアンツから1巡目指名を受け、11月5日に契約金8000万円・年俸650万円で契約（金額は推定）した。背番号は61。これは200「6」年の高校生ドラフト「1」位に由来している。

### 巨人時代
2007年、二軍で77試合に出場して302打数81安打、5本塁打、28打点、打率.268の成績を残した。7月に一軍に初めて昇格し、7月12日の阪神タイガース戦で一軍初出場（代走）。9月6日には延長戦となった対中日ドラゴンズ戦に代打で出場、初安打を記録。同時に決勝点となるプロ入り初打点も記録した。
2008年、「8番・二塁手」として巨人では松井秀喜以来の10代での開幕スタメン入りを果たした。4月6日の対阪神戦において一軍での初本塁打を満塁弾で記録した。巨人で初本塁打が満塁弾となったのは1983年の駒田徳広以来25年ぶりのことだった。19歳3か月での満塁弾というセ・リーグ最年少記録を打ち立てた。開幕戦で二岡智宏が負傷した影響もありその後は遊撃手として先発出場を続けたが、夏場には打率が2割2分台にまでさがり、代打を出されることも増えたものの、二岡の復帰後も遊撃手の位置を譲ることはなく全試合先発出場を果たした。打率.257、8本塁打、43打点の成績を残した。高卒2年目での全試合スタメンは中西太、清原和博に続いて史上3人目（セ・リーグでは初）。オールスターゲームにも初出場し、第2戦で初安打を記録。埼玉西武ライオンズとの日本シリーズ第7戦では西口文也から本塁打を放つ。10代での日本シリーズ本塁打は当時西武だった清原以来22年ぶり。坂本自身は日本シリーズでは打率1割台と不振でチームも日本一を逃したが、前述の日本シリーズでも本塁打を放つなど、存在感を示し、大きく成長した1年となった。オープン戦・公式戦・オールスター戦・クライマックスシリーズ・日本シリーズの172試合全てに出場した。新人王は同僚である山口鉄也に譲ったが（坂本は次点）、巨人では高橋由伸以来10年ぶりにセ・リーグ会長特別表彰（新人選手特別賞）を受賞した。
2009年、「8番・遊撃手」として2年連続での開幕先発出場。4月は主に下位打線での出場だったが、5月2日の対阪神戦では藤川球児からの決勝弾を含む1試合2本塁打を放つなど4割近い打率をキープする好調ぶりを受け、5月6日以降は1番打者として定着。しかし7月に腰痛を発症、強行出場し続けるも打率は低迷の一途を辿り、球宴直前の7月20日からの対横浜ベイスターズ戦3連戦を欠場した。これで前年の開幕戦から続いていた連続試合出場記録は226試合で途切れた。最終的に目標だった20本塁打には到達しなかったものの、4月以降一度も3割を切ることなく最終的に打率.306（リーグ4位）を記録。高卒3年目以内の3割到達は史上11人目（球団では川上哲治、千葉茂以来3人目）の快挙。青木宣親、トニ・ブランコに並び最多得点を記録し、自身初となるベストナインに選出された。
2010年、主に1番打者として全試合フルイニング出場を達成。前年より打率こそ下がったものの、本塁打が大幅に増加し、巨人の遊撃手で最多となる31本塁打を放った。高卒4年目以内の30本塁打はNPB史上8人目、球団では王貞治・松井秀喜に続き3人目の快挙だった。勝負強さにも磨きがかかり、1970年の王貞治と前年の亀井善行に続く球団史上3人目のサヨナラ本塁打3本を記録。自己最多となる14盗塁を記録した。
2011年、4月12日の東京ヤクルトスワローズとの開幕戦（ユーピーアールスタジアム）で、ヤクルトの開幕投手・石川雅規から2本の適時二塁打を放ち、勝利に貢献。試合後のお立ち台にも上った。2年連続で全試合出場を果たし、得点圏打率ではリーグトップの.361を記録したが、打撃不振や守備の乱れなどによりスタメン落ちした試合もあった。オフの契約更改では1000万円減の推定年俸1億1000万円でサインし、プロ入り後初めての減額となった。
2012年、開幕当初は1番を打ったが、4月26日の対横浜DeNAベイスターズ戦からは3番を任される。この年は3年連続4度目の全試合出場を記録、2度目のベストナインにも選出された。長嶋茂雄に並ぶシーズン20度目の猛打賞（球団記録）、リーグ1位の長打51本（二塁打35、三塁打2、本塁打14）を記録すると共に、初の打撃タイトルとなる最多安打を獲得（長野と同時受賞）。自己最高打率（.311、リーグ2位）、盗塁数（16個）、出塁率（.359）を記録した。盗塁成功率は10盗塁以上の選手で両リーグ最高の.941だった。得点圏打率は.286に終わったものの、9月13日の阪神戦での岩田稔からの逆転3点本塁打や、9月18日の中日戦でのエンジェルベルト・ソトからの同点満塁本塁打を放つなど、ここ一番での勝負強さが光った。日本シリーズは25打数9安打、打率.360、3打点の成績でチームの3年ぶりの日本一に貢献。その後行われたアジアシリーズでも予選ラウンドから決勝戦に至るまでの3試合で13打数4安打、打率.308、4打点の成績を納め、アジアシリーズMVPも獲得した。オフの11月6日に「侍ジャパンマッチ2012「日本代表 VS キューバ代表」」の日本代表に選出された。12月4日には第3回ワールド・ベースボール・クラシック(WBC)の日本代表候補選手に選出された。
2013年はシーズン開幕前の2月20日に第3回WBCの日本代表に選出された。結果は25打数6安打（.240）。シーズンでは4月19日の広島戦で球団新記録となる4年連続の満塁本塁打を放った。9月6日の阪神戦では故障の影響もあり初めて一塁手の守備に就いた。シーズン規定打席（446打席）到達時点で打率.303を記録していたが、最終的には.265に留まった。優勝決定後はスタメン落ちも経験しポストシーズンでも不振に終わった。
2014年は3月28日の阪神戦（開幕戦・東京ドーム）で能見篤史から通算100号本塁打を達成。その後、開幕から12試合でフルイニング出場、連続安打を記録していたものの、4月30日の対ヤクルト戦（東京ドーム）では無安打で、8回の守備から交代となり共に記録は途切れた。翌日の同戦では首痛の為、この年初めて先発から外れ、6回に代走で出場するものの、野球規則の規定により連続試合出場は662でストップした。5月20日、対西武戦（西武ドーム）で初回一死一塁の場面で牧田和久から左前安打を放ち、NPB史上277人目の通算1000安打を達成。25歳5か月での達成はNPB史上3番目でセ・リーグ史上最年少記録となった。10月3日の横浜DeNAでは通算100盗塁を達成。シーズン途中まで1番打者を務めたが、中盤から3番に座ると持ち前の勝負強さを発揮し、得点圏打率.328、同OPS.964とリーグトップの勝利打点を記録した。クライマックスシリーズでは第4戦に本塁打を放つも試合の大勢が決まった後の一発で相手にダメージを与える本塁打にならず、チームは4連敗でCS敗退となった。自身もこの試合の本塁打を含めて4試合で2安打に終わった。オフの10月9日に日米野球2014の日本代表に選出された。また、10月21日に「日本プロ野球80周年記念試合」の阪神・巨人連合チームにも選出された。日米野球では主に「6番・遊撃手」として出場し、第3戦では決勝の二点本塁打を放つなど打率.357、1本塁打、2打点と日本代表の同シリーズ勝ち越しに大きく貢献した。12月には優勝旅行先のハワイで阿部慎之助に代わる主将に任命された。26歳での主将就任は巨人では戦後最年少。
2015年はシーズン開幕前の2月16日に「GLOBAL BASEBALL MATCH 2015 侍ジャパン 対 欧州代表」の日本代表に選出された。第1戦、第2戦とも出場し、3打数2安打3四球を記録した。

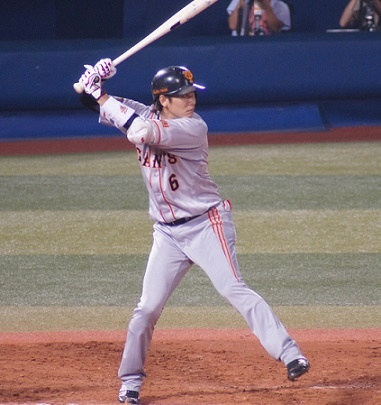
2013年

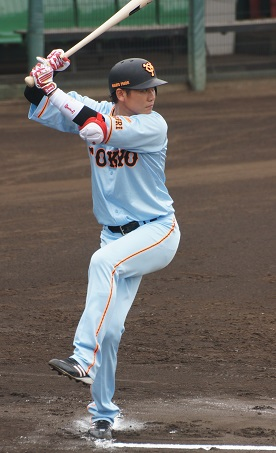
2015年

シーズンでは4月11日のヤクルト戦で、初めて4番打者（球団史上82代目）として先発出場した。4月29日、左ふくらはぎの張りで出場選手登録を抹消。5月13日に一軍に復帰した。8月15日には出場選手登録日数が8年に達したことで国内フリーエージェント権を取得。シーズン全体ではチームトップの68打点に17度の勝利打点を記録したものの、出場試合、安打数、二塁打、得点などは欠場の影響もありレギュラー定着後では自己最少、打率は前年を1分下回った。守備面ではリーグの遊撃手で1位の守備率.982を記録した。
オフの10月9日に第1回WBSCプレミア12の日本代表最終ロースター28名に選出された。11月8日の韓国との開幕戦では6回に記念すべき大会創設第1号となるソロ本塁打を左翼席に放つ。同大会では打率.200、1本塁打、6打点を記録。最優秀守備選手に選出された。
2016年は過去3年間の成績に危機感を持ち、前年オフのプレミア12、そして2月に行われた侍ジャパン強化試合の練習中に筒香嘉智や中田翔などから助言を求める。打撃フォームの改造に取り組み、スイングの軌道や体重移動を修正してシーズンに臨んだ。4月28日の対阪神戦（甲子園）では3打数連続での本塁打を記録するなど開幕から好調をキープ。足の怪我でスタメンを外れることもあったが、打率.344、出塁率.433で自身初の首位打者と最高出塁率のタイトルを手にした。遊撃手として首位打者になるのはセ・リーグ史上初の快挙。長打も増え、6年ぶりの20本塁打となる23本の本塁打を放った（リーグ8位）。オフの10月18日に「侍ジャパン 野球オランダ代表 野球メキシコ代表 強化試合」の日本代表に選出された。11月8日には自身初となるゴールデン・グラブ賞を受賞した。
2017年はシーズン開幕前の3月に開催された第4回WBCの日本代表に選出された。同大会では打率4割超えを記録した。
シーズンでは3月31日対中日との開幕戦（東京ドーム）で大野雄大から右方向への本塁打を打つと、7月9日の阪神戦でNPB通算1500安打を達成。1354試合目での到達は巨人では川上哲治の1241試合、長嶋茂雄の1273試合に次ぐ歴代3位のスピード到達。28歳6か月での到達は、榎本喜八の27歳9か月に次ぐ史上2番目の年少記録だった。7月までは3割台中盤をキープしていたものの8月以降は失速し、最終成績は前年を下回った。守備成績は向上を見せ、失策数は自己最少の9個とシーズン全体で初めて一桁にとどめ、遊撃手としてリーグ1位となる守備率.987を記録、2年連続のゴールデングラブ賞を受賞した。
2018年は4月25日の中日戦で、史上70人目となる通算300二塁打を達成。7月16日に行われた阪神戦で、史上191人目となる通算1500試合出場を達成した。しかしその試合で脇腹を痛め、2015年4月以来3年ぶりに出場選手登録を抹消され1か月以上戦列を離れた。8月25日に34試合ぶりに「1番・遊撃手」として復帰すると、そこから11試合連続安打を記録するなどクライマックスシリーズ進出争いをするチームを牽引し、キャリアハイとなる打率.345、約1か月の欠場がありながら自身7度目となるシーズン150安打以上となる152安打を記録した。遊撃手として.340以上を2度記録するのはNPB史上初の快挙。出場試合数はレギュラー定着後最少となる109試合に終わったが、打率が評価され2年ぶり4度目となるベストナインを受賞した。2年連続でシーズン失策数は9個と一桁だったものの、2年連続で受賞中だったゴールデングラブ賞は6票差で田中広輔に譲った。これについて坂本は、「今年においては田中の方がちゃんと試合数も出ていますし、見ていても上手だなと思った」と讃えた。12月11日、年俸変動制の複数年契約を結んだ（翌年に5年契約であったことが判明）。2021年までの3年間は推定年俸5億円の固定で、4年目以降は変動制となる契約である。推定年俸5億円は遊撃手としては球界歴代最高額となった。
2019年はFAで丸佳浩が加入したことを受け、攻撃型の2番打者として固定される。5月1日の対中日戦（東京ドーム）で山井大介から第8号本塁打を放ち、NPBにおける令和第1号本塁打を記録。ホームランボールとバットがサイン付きで野球殿堂博物館に寄贈され、即日展示された。5月12日の対ヤクルト戦では開幕から36試合連続試合出塁を記録し、1997年に金本知憲が記録した35試合を超えセ・リーグ新記録を樹立した。5月29日の対阪神戦でリーグトップの17号ソロ本塁打を放ち、史上104人目となる通算200本塁打を達成。巨人の生え抜きでは7人目の達成だった。この年はオールスター前までで21本塁打を記録するなど本塁打を量産し、最終的に全試合出場、打率.312、自己最多の40本塁打、94打点を記録。巨人生え抜きの右打者では、長嶋茂雄の39本を抜き最多となり、遊撃手の40本塁打は1985年の宇野勝（当時中日ドラゴンズ）以来、史上2人目の快挙であった。全試合出場に加えチーム三冠王、守備面でも2年ぶりのゴールデングラブ賞を受賞した。オフの11月に開催された第2回WBSCプレミア12の日本代表に選出された。同大会では打率も3割を超え、日本代表のプレミア12での初優勝に貢献し、坂本自身初の国際大会での優勝を経験した。11月27日にセ・リーグの遊撃手として史上初となるシーズンMVPを受賞。
2020年、開幕直前の6月3日にチームメイトの大城卓三とともに新型コロナウイルスに感染していたことが球団から発表された。6月3日から入院していたが、複数回の検査を受けた結果陰性となり、大城とともに6月12日に退院。6月19日の開幕戦に「2番・遊撃手」として先発出場した。8月4日の阪神戦（甲子園）では通算3000塁打を達成。9月9日の中日戦（ナゴヤドーム）にて自身初となる3打席連続本塁打を記録した。11月8日の対ヤクルト24回戦（東京ドーム）の1回裏にアルバート・スアレスから二塁打を放ち、プロ野球史上53人目の通算2000安打を達成した。巨人の生え抜き選手では阿部慎之助以来球団6人目。31歳10か月での達成は榎本喜八の31歳7か月に次ぐ史上2番目の年少記録。最終的に115試合に出場し、打率.289、19本塁打、65打点を記録した。
2021年は同姓同名の捕手（育成選手）が入団したことで、スコアボードなどの表示名がフルネームの「坂本勇人」になった（表記はのちに「坂本」に変更された（育成選手は「坂本勇」））。5月9日の対ヤクルト戦（東京ドーム）で四球による出塁後、牽制に対して頭から帰塁した際に右手母指末節骨を骨折し、戦線離脱。復帰まで1か月前後かかる見込みとされる中、12日にはジャイアンツ球場の室内練習場で、左手のみでノックを受けたり、ティー打撃を行うなどの練習を再開させた。坂本の負傷離脱後、巨人では出塁した野手に負傷防止の走塁ガード手袋を装着させるようになった。6月6日の二軍公式戦で実戦復帰。守備には就かず、指名打者で出場した。実戦復帰3試合目の9日の試合で、遊撃のポジションに就いた。11日の対千葉ロッテマリーンズ戦（ZOZOマリンスタジアム）で一軍に復帰し、坂本も走塁ガード手袋を装着するようになった。19日の対阪神戦（阪神甲子園球場）で伊藤将司から左翼へのソロ本塁打を放ち、史上65人目の通算250本塁打を達成。奇しくもこの日は14年前に他界した実母の命日であった。6月16日に東京オリンピック野球日本代表に内定すると、オリンピック本大会では初戦の対ドミニカ共和国戦でサヨナラ打を放つなど、1次リーグ戦から準決勝までの4試合全てで打点を挙げ、日本代表の金メダル獲得に貢献。個人でも大会ベストナインに選出された。10月2日のDeNA戦（東京D）において榎本喜八と立浪和義の33歳10か月を1年以上更新するNPB史上最年少となる32歳9か月で史上14人目の通算400二塁打を達成。その際、「2000安打（当時54人）より達成者が少ない。凄く価値のあることと自分でも思う」と語る。最終的に117試合に出場し、打率.271、19本塁打、46打点を記録した。12月15日、1億円増となる推定年俸6億円で契約を更改した。
2022年は3月21日の練習中に負傷し「左内腹斜筋筋損傷」と診断され、2008年から続いていた開幕戦の先発出場が14年連続で途切れたが、27日の開幕3戦目に一軍復帰し4打数4安打の固め打ちを見せた。4月19日の広島戦（東京ドーム）で安打を放ち、阿部慎之助を抜いて東京ドーム通算安打数を970安打とし単独トップになった。4月30日の阪神戦で負傷し、翌日右膝内側側副靱帯の損傷で戦線離脱。6月9日に一軍復帰すると西武戦（ベルーナドーム）では先制適時打を含む3安打を放った。しかし、7月7日に腰痛のため再び離脱し、オールスターゲームも仙腸関節炎のため辞退した。8月16日に復帰。最終的にはレギュラー定着後最少となる83試合の出場に留まり、14年連続でクリアしていた規定打席数に届かなかった。
2023年、開幕から4月8日まで22打席無安打と不調が続いたが、4月18日に通算55人目の2000試合出場を果たす。4月23日に長嶋茂雄に並ぶ通算二塁打418本を記録する。5月31日の対ロッテ戦（ZOZOマリンスタジアム）でNPB史上初となる遊撃手としての2000試合出場を達成。6月16日の対東北楽天ゴールデンイーグルス戦（東京ドーム）では2点を追う9回無死二・三塁の打席で酒居知史から逆転サヨナラ3点本塁打を放ったが、同月23日の対広島戦（マツダスタジアム）にて初回に内野安打を放った際に右大腿二頭筋長頭肉離れ2度の怪我を負い、翌日に登録抹消した。7月13日に6月度の「月間スカパーサヨナラ賞」に選出された。同月28日に出場選手登録されると、同日の対中日戦（東京ドーム）で3安打を放って通算181度目となる猛打賞を記録し、野村克也を抜いてNPB歴代単独4位となった。9月は、1日の対DeNA戦（横浜スタジアム）で4回一死に東克樹から通算441本目となる二塁打を放ち、通算440二塁打で並んでいた金本知憲の記録を超えた。5日に体調不良のため、特例2023で出場選手登録を抹消されるが、7日に一軍復帰し、同日の対ヤクルト戦（明治神宮野球場）では通算2081試合目で初めて三塁手の守備に就いた。15日の対中日戦（バンテリンドーム ナゴヤ）では4回一死に仲地礼亜から4年ぶりのシーズン20本塁打を放った。最終的には116試合出場で規定打席をクリアし、打率.288、22本塁打、60打点を記録した。2019年 - 2023年の5年契約の期間を途中で見直しており、2024年が最終年となる。
2024年、5月3日に球団創設90周年記念特別試合「長嶋茂雄DAY」として行われた阪神戦（東京ドーム）で通算186度目の猛打賞を記録し、長嶋茂雄の持つNPB歴代3位のセ・リーグ記録へ並び、メモリアルマッチに花を添えた。5月14日のDeNA戦（富山）で2回に右前打を放ち、通算2352安打目を記録。“打撃の神様”と呼ばれたレジェンド、川上哲治を抜いてNPB歴代単独13位に浮上した。5月18日の広島戦（マツダ）で通算187度目の猛打賞で長嶋茂雄を抜いてNPB歴代単独3位となり、セ・リーグ新記録を達成した。また、この日の5回に放った右翼線二塁打は通算448二塁打目で、山内一弘の持つNPB歴代3位記録に並んだ。5月22日、中日戦（東京D）で、立浪和義以来史上2人目の通算450二塁打を達成し、二塁打数で福本豊を抜いてNPB歴代単独2位となる。6月6日のロッテ戦で6回に右前打を放ち、通算2372安打とし、落合博満の記録を抜いてプロ野球歴代単独12位となった。9月10日、対広島20回戦で1回表に森下からの同年6号ソロを放ち、通算2400安打に到達。三塁手として104試合に出場し失策6で、ゴールデングラブ賞を受賞した。

## 選手としての特徴

### 打撃
レギュラー定着以降、12シーズンで平均157安打を記録しているヒットメーカーで、2017年にはNPB史上2番目の若さで1500安打を達成している。一発のある打者でもあり、2019年に40本塁打を記録するなど2009年以降11年連続で2桁本塁打を記録している。2011年までは中堅から左翼方向の打球が半数を占めた。プロ入り当初は「二岡さんのように右方向に打てるバッターになりたいです」と抱負を語っていたが、2009年のシーズンを経て「いまの自分のヒットゾーンは左方向にある」ことが分かったという。外角を苦手としている一方で、インコース打ちの技術は球界屈指と評されている。
2016年開幕前、西武の秋山翔吾に打撃のアドバイスを求め、アッパー気味のスイングの打撃論を取り入れた。
死球が少なく、規定打席到達且つ死球0というシーズンを3度記録している。特に2014年から2016年にかけては、1747打席連続で死球がなかった。要因としては、坂本の俊敏性に加え、上述の通りインコースを打つことが得意なため身体に近い球が来づらいことが挙げられている。
巨人のOBである阿部慎之助からも認められており、2022年4月12日に通算2133安打を記録し、阿部の2132安打記録を追い抜いたときには阿部からも「3000本を目指す勢いでがんばってほしい」と激励を受けた。

### 守備・走塁
広い守備範囲と、一塁送球を評価されている。遠投110メートル。特に三遊間の打球に強い。2009年には遊撃手RFでリーグ1位を記録した。
2010年は両リーグの守備イニング数1000以上の遊撃手中4位のUZR4.4、2012年には同じく両リーグトップのUZR16.0を記録。
2013年は両リーグ2位のUZR28.5、1000イニングあたりのUZR/1000では両リーグ1位となる23.7を記録。2014年はUZR+22.5、UZR/1000で+18.2と、共にリーグトップの数値を記録した。
一方で2008年から2011年まで4年連続でリーグの遊撃手最多の失策数も記録しており、チームメイトからも確実性重視の守備を勧められたことがあったが「そんな逃げるような真似はしたくなかった。消極的に守ることに、何の意味があるのかわからない」と守備範囲を重視する守備にこだわりを見せている。
キャッチャーの配球やサインを見て守備位置を変えたり、一歩目の動きを想定するなど、打者が打つ前の準備を意識している。
走塁面では50メートル6.0秒、一塁到達4.15秒の俊足を備える。2013年から2年連続で20盗塁以上を記録。合同会社DELTAが算出している盗塁を得点化した指標では、2012年に広島東洋カープの赤松真人に次ぐセ・リーグ2位、2013年にはセ・リーグ1位を記録した。

### 評価
野球選手の総合評価指標WARにおいて、2012年は阿部慎之助に次ぐ2位を記録。2014年には山田哲人、丸佳浩に次ぐリーグ3位、2015年には山田哲人に次ぐリーグ2位を記録する。2016年には自身初となるリーグトップを記録、12球団でも2位の記録だった。2015年に開催された2015 WBSCプレミア12では最優秀守備賞を獲得した。二塁打の本数を積み重ねていることでも有名であり、日本記録を持っている立浪和義も「坂本君になら抜かれてもいいと思っている」と語るなど高く評価されている。

## 人物
3人兄弟の中間子。実母は2007年6月に病気で亡くなっている。同年5月12日のイースタン・リーグ・対日本ハム戦では出身同県の兵庫県姫路市で試合が開催され、招待した母親が観戦する中で（本人曰く）人生初の狙った本塁打を打った。兄弟には6歳差の兄と3歳差の弟がいる。弟は2013年から坂本の依頼で個人マネージャーをしており、平常時の送迎などや自主トレに帯同し選手生活を支える。
元々左利きでペンや箸を持つ手は今でも左手（ファンに求められるサイン色紙は左手で書いているが、黒板などに書く際は右手を使っていると元木大介が証言している）。右利きの兄のグローブを使って野球を始めたことから右投げになった。初めは右打ちだったが、指導者の勧めで小学4年生の時に両打ちに転向した。しかし、当時坂本は田中将大とレフト側の校舎目掛け飛距離を競っていたが「左打ちでは田中に敵わなかった」という理由で6年から再び右打ち一本になった。
同い年の前田健太と親交が深い。他にも小・中学校時代の同級生の田中将大や、澤村拓一、吉川光夫とも親交があり、全員が1988年度生まれの世代であることから、坂本、前田、田中の3人が発起人となり、『88年会』が結成された。
憧れの選手は松井稼頭央。坂本は「小さい頃から松井稼頭央さんが大好きで、稼頭央さんを見てプロ野球選手になろうと思った」と述べており、また小学校5年生時に野球をやめサッカーに転向しようと悩んだ時期もあったが、松井を見て思い留まっている。
『JUNON』で若手野球選手の特集で初めて掲載された後、主婦と生活社のJUNON編集部からパーソナルフォトブック（写真集）『だから僕は、笑顔になれる』が、2013年2月22日に発売された。なお、JUNON編集部がスポーツ選手で写真集を発売したのは初。
チームメイトの長野久義と親交が深く、兄のように慕っている。2012年には最多安打のタイトルを同時受賞した。
東京オリンピック 野球日本代表（侍ジャパン）として金メダルを獲得した功績を称え、2022年2月10日、東京メトロ後楽園駅3番出口階段下に、記念のゴールドポスト（第70号）が設置された（ゴールドポストプロジェクト）。

## 社会奉仕活動
2009年11月にTシャツ販売の収益金を日本赤十字社に寄付し、これを原資に東京ドームに「坂本勇人赤十字シート」を設置し、児童養護施設の子供を招いている。

## 詳細情報

### 年度別打撃成績
| 年 度      | 球 団      | 試 合 | 打 席 | 打 数 | 得 点 | 安 打 | 二 塁 打 | 三 塁 打 | 本 塁 打 | 塁 打 | 打 点 | 盗 塁 | 盗 塁 死 | 犠 打 | 犠 飛 | 四 球 | 敬 遠 | 死 球 | 三 振 | 併 殺 打 | 打 率 | 出 塁 率 | 長 打 率 | O P S |
| ---------- | ---------- | ----- | ----- | ----- | ----- | ----- | -------- | -------- | -------- | ----- | ----- | ----- | -------- | ----- | ----- | ----- | ----- | ----- | ----- | -------- | ----- | -------- | -------- | ----- |
| 2007       | 巨人       | 4     | 3     | 3     | 1     | 1     | 0        | 0        | 0        | 1     | 2     | 1     | 0        | 0     | 0     | 0     | 0     | 0     | 0     | 0        | .333  | .333     | .333     | .667  |
| 2008       | 巨人       | 144   | 567   | 521   | 59    | 134   | 24       | 1        | 8        | 184   | 43    | 10    | 5        | 15    | 1     | 28    | 3     | 2     | 98    | 2        | .257  | .297     | .353     | .650  |
| 2009       | 巨人       | 141   | 640   | 581   | 87    | 178   | 33       | 3        | 18       | 271   | 62    | 5     | 3        | 7     | 4     | 44    | 3     | 4     | 101   | 8        | .306  | .357     | .466     | .823  |
| 2010       | 巨人       | 144   | 676   | 609   | 107   | 171   | 35       | 4        | 31       | 307   | 85    | 14    | 4        | 10    | 7     | 47    | 2     | 3     | 83    | 6        | .281  | .332     | .504     | .836  |
| 2011       | 巨人       | 144   | 624   | 568   | 69    | 149   | 27       | 2        | 16       | 228   | 59    | 8     | 1        | 10    | 3     | 37    | 8     | 6     | 91    | 3        | .262  | .313     | .401     | .714  |
| 2012       | 巨人       | 144   | 619   | 557   | 87    | 173   | 35       | 2        | 14       | 254   | 69    | 16    | 1        | 12    | 5     | 39    | 1     | 6     | 90    | 5        | .311  | .359     | .456     | .815  |
| 2013       | 巨人       | 144   | 620   | 554   | 73    | 147   | 33       | 1        | 12       | 218   | 54    | 24    | 4        | 4     | 3     | 55    | 1     | 4     | 87    | 11       | .265  | .334     | .394     | .728  |
| 2014       | 巨人       | 144   | 616   | 545   | 82    | 152   | 29       | 0        | 16       | 229   | 61    | 23    | 5        | 9     | 5     | 55    | 1     | 2     | 88    | 3        | .279  | .344     | .420     | .765  |
| 2015       | 巨人       | 130   | 558   | 479   | 50    | 129   | 21       | 3        | 12       | 192   | 68    | 10    | 4        | 9     | 5     | 65    | 1     | 0     | 79    | 5        | .269  | .353     | .401     | .754  |
| 2016       | 巨人       | 137   | 576   | 488   | 96    | 168   | 28       | 3        | 23       | 271   | 75    | 13    | 3        | 1     | 6     | 81    | 2     | 0     | 67    | 6        | .344  | .433     | .555     | .988  |
| 2017       | 巨人       | 142   | 614   | 539   | 82    | 157   | 30       | 0        | 15       | 232   | 61    | 14    | 6        | 1     | 3     | 68    | 2     | 3     | 85    | 16       | .291  | .372     | .430     | .802  |
| 2018       | 巨人       | 109   | 502   | 441   | 87    | 152   | 27       | 2        | 18       | 237   | 67    | 9     | 5        | 0     | 0     | 61    | 10    | 0     | 83    | 4        | .345  | .424     | .537     | .962  |
| 2019       | 巨人       | 143   | 639   | 555   | 103   | 173   | 26       | 0        | 40       | 319   | 94    | 5     | 3        | 3     | 2     | 77    | 6     | 2     | 123   | 9        | .312  | .396     | .575     | .971  |
| 2020       | 巨人       | 115   | 479   | 412   | 64    | 119   | 28       | 1        | 19       | 206   | 65    | 4     | 1        | 1     | 4     | 62    | 7     | 0     | 85    | 9        | .289  | .379     | .500     | .879  |
| 2021       | 巨人       | 117   | 487   | 424   | 53    | 115   | 26       | 0        | 19       | 198   | 46    | 2     | 3        | 2     | 2     | 58    | 4     | 1     | 90    | 4        | .271  | .359     | .467     | .826  |
| 2022       | 巨人       | 83    | 352   | 304   | 35    | 87    | 14       | 0        | 5        | 116   | 33    | 2     | 2        | 0     | 2     | 45    | 6     | 1     | 65    | 3        | .286  | .378     | .382     | .759  |
| 2023       | 巨人       | 116   | 455   | 403   | 46    | 116   | 29       | 0        | 22       | 211   | 60    | 2     | 0        | 3     | 2     | 45    | 3     | 2     | 84    | 5        | .288  | .361     | .524     | .884  |
| 2024       | 巨人       | 109   | 426   | 395   | 34    | 94    | 14       | 0        | 7        | 129   | 34    | 1     | 0        | 0     | 3     | 27    | 1     | 1     | 72    | 14       | .238  | .286     | .327     | .613  |
| 通算：18年 | 通算：18年 | 2210  | 9453  | 8378  | 1215  | 2415  | 459      | 22       | 295      | 3803  | 1038  | 163   | 50       | 87    | 57    | 894   | 61    | 37    | 1471  | 113      | .288  | .357     | .454     | .811  |

- 2024年度シーズン終了時
- 各年度の太字はリーグ最高

### 年度別打撃成績所属リーグ内順位
| 年 度 | 年 齢 | リ ｜ グ   | 打 率 | 安 打 | 二 塁 打 | 三 塁 打 | 本 塁 打 | 打 点 | 盗 塁 | 出 塁 率 |
| ----- | ----- | ---------- | ----- | ----- | -------- | -------- | -------- | ----- | ----- | -------- |
| 2007  | 19    | セ・リーグ | -     | -     | -        | -        | -        | -     | -     | -        |
| 2008  | 20    | セ・リーグ | -     | -     | -        | -        | -        | -     | -     | -        |
| 2009  | 21    | セ・リーグ | 4位   | 2位   | 4位      | -        | -        | -     | -     | -        |
| 2010  | 22    | セ・リーグ | -     | 10位  | 5位      | 8位      | 7位      | -     | 10位  | -        |
| 2011  | 23    | セ・リーグ | -     | 8位   | 4位      | -        | 10位     | -     | 10位  | -        |
| 2012  | 24    | セ・リーグ | 2位   | 1位   | 1位      | -        | 6位      | 4位   | 7位   | 7位      |
| 2013  | 25    | セ・リーグ | -     | 6位   | 2位      | -        | -        | -     | 2位   | -        |
| 2014  | 26    | セ・リーグ | -     | 9位   | 8位      | -        | -        | -     | 5位   | -        |
| 2015  | 27    | セ・リーグ | -     | -     | -        | 7位      | -        | 7位   | -     | 10位     |
| 2016  | 28    | セ・リーグ | 1位   | 3位   | 3位      | 10位     | 8位      | 10位  | 8位   | 1位      |
| 2017  | 29    | セ・リーグ | 9位   | 6位   | 7位      | -        | -        | -     | 9位   | 10位     |
| 2018  | 30    | セ・リーグ | 2位   | 10位  | 10位     | -        | -        | -     | -     | 4位      |
| 2019  | 31    | セ・リーグ | 5位   | 2位   | -        | -        | 2位      | 4位   | -     | 4位      |
| 2020  | 32    | セ・リーグ | 10位  | -     | 5位      | -        | 9位      | 10位  | -     | 7位      |
| 2021  | 33    | セ・リーグ | -     | -     | 10位     | -        | -        | -     | -     | 10位     |
| 2022  | 34    | セ・リーグ | -     | -     | -        | -        | -        | -     | -     | -        |
| 2023  | 35    | セ・リーグ | 7位   | -     | 6位      | -        | 7位      | -     | -     | 6位      |
| 2024  | 36    | セ・リーグ | -     | -     | -        | -        | -        | -     | -     | -        |

- 太字年度は規定打席到達年度、背景色金色は最優秀選手賞（MVP）受賞
- -は10位未満（打率、出塁率は規定打席未到達の場合も-と表記）

### WBCでの打撃成績
| 年 度 | 代 表 | 試 合 | 打 席 | 打 数 | 得 点 | 安 打 | 二 塁 打 | 三 塁 打 | 本 塁 打 | 塁 打 | 打 点 | 盗 塁 | 盗 塁 死 | 犠 打 | 犠 飛 | 四 球 | 敬 遠 | 死 球 | 三 振 | 併 殺 打 | 打 率 | 出 塁 率 | 長 打 率 | O P S |
| ----- | ----- | ----- | ----- | ----- | ----- | ----- | -------- | -------- | -------- | ----- | ----- | ----- | -------- | ----- | ----- | ----- | ----- | ----- | ----- | -------- | ----- | -------- | -------- | ----- |
| 2013  | 日本  | 6     | 28    | 25    | 2     | 6     | 0        | 0        | 1        | 9     | 6     | 1     | 0        | 2     | 1     | 0     | 0     | 0     | 3     | 0        | .240  | .231     | .360     | .591  |
| 2017  | 日本  | 6     | 28    | 24    | 6     | 10    | 3        | 0        | 0        | 13    | 1     | 1     | 0        | 1     | 0     | 3     | 0     | 0     | 1     | 0        | .417  | .481     | .542     | 1.023 |

### WBSCプレミア12での打撃成績
| 年 度 | 代 表 | 試 合 | 打 席 | 打 数 | 得 点 | 安 打 | 二 塁 打 | 三 塁 打 | 本 塁 打 | 塁 打 | 打 点 | 盗 塁 | 盗 塁 死 | 犠 打 | 犠 飛 | 四 球 | 敬 遠 | 死 球 | 三 振 | 併 殺 打 | 打 率 | 出 塁 率 | 長 打 率 | O P S |
| ----- | ----- | ----- | ----- | ----- | ----- | ----- | -------- | -------- | -------- | ----- | ----- | ----- | -------- | ----- | ----- | ----- | ----- | ----- | ----- | -------- | ----- | -------- | -------- | ----- |
| 2015  | 日本  | 8     | 35    | 30    | 4     | 6     | 1        | 0        | 1        | 10    | 6     | 1     | 0        | 1     | 2     | 2     | 0     | 0     | 6     | 0        | .200  | .235     | .333     | .569  |
| 2019  | 日本  | 7     | 27    | 26    | 6     | 8     | 2        | 0        | 0        | 10    | 1     | 1     | 0        | 0     | 0     | 1     | 0     | 0     | 7     | 0        | .308  | .333     | .385     | .718  |

### オリンピックでの打撃成績
| 年 度 | 代 表 | 試 合 | 打 席 | 打 数 | 得 点 | 安 打 | 二 塁 打 | 三 塁 打 | 本 塁 打 | 塁 打 | 打 点 | 盗 塁 | 盗 塁 死 | 犠 打 | 犠 飛 | 四 球 | 敬 遠 | 死 球 | 三 振 | 併 殺 打 | 打 率 | 出 塁 率 | 長 打 率 | O P S |
| ----- | ----- | ----- | ----- | ----- | ----- | ----- | -------- | -------- | -------- | ----- | ----- | ----- | -------- | ----- | ----- | ----- | ----- | ----- | ----- | -------- | ----- | -------- | -------- | ----- |
| 2021  | 日本  | 5     | 24    | 21    | 3     | 7     | 3        | 0        | 1        | 13    | 4     | 0     | 0        | 2     | 1     | 0     | 0     | 0     | 7     | 0        | .333  | .318     | .619     | .937  |

### 年度別守備成績
| 年 度 | 球 団 | 一塁  | 一塁  | 一塁  | 一塁  | 一塁  | 一塁     | 二塁  | 二塁  | 二塁  | 二塁  | 二塁  | 二塁     | 三塁  | 三塁  | 三塁  | 三塁  | 三塁  | 三塁     | 遊撃  | 遊撃  | 遊撃  | 遊撃  | 遊撃  | 遊撃     |
| 年 度 | 球 団 | 試 合 | 刺 殺 | 補 殺 | 失 策 | 併 殺 | 守 備 率 | 試 合 | 刺 殺 | 補 殺 | 失 策 | 併 殺 | 守 備 率 | 試 合 | 刺 殺 | 補 殺 | 失 策 | 併 殺 | 守 備 率 | 試 合 | 刺 殺 | 補 殺 | 失 策 | 併 殺 | 守 備 率 |
| ----- | ----- | ----- | ----- | ----- | ----- | ----- | -------- | ----- | ----- | ----- | ----- | ----- | -------- | ----- | ----- | ----- | ----- | ----- | -------- | ----- | ----- | ----- | ----- | ----- | -------- |
| 2007  | 巨人  | -     | -     | -     | -     | -     | -        | -     | -     | -     | -     | -     | -        | -     | -     | -     | -     | -     | -        | 3     | 0     | 0     | 0     | 0     | .000     |
| 2008  | 巨人  | -     | -     | -     | -     | -     | -        | 1     | 2     | 1     | 0     | 0     | 1.000    | -     | -     | -     | -     | -     | -        | 144   | 199   | 422   | 15    | 66    | .976     |
| 2009  | 巨人  | -     | -     | -     | -     | -     | -        | -     | -     | -     | -     | -     | -        | -     | -     | -     | -     | -     | -        | 141   | 244   | 437   | 19    | 81    | .973     |
| 2010  | 巨人  | -     | -     | -     | -     | -     | -        | -     | -     | -     | -     | -     | -        | -     | -     | -     | -     | -     | -        | 144   | 238   | 441   | 21    | 89    | .970     |
| 2011  | 巨人  | -     | -     | -     | -     | -     | -        | -     | -     | -     | -     | -     | -        | -     | -     | -     | -     | -     | -        | 144   | 222   | 468   | 18    | 85    | .975     |
| 2012  | 巨人  | -     | -     | -     | -     | -     | -        | -     | -     | -     | -     | -     | -        | -     | -     | -     | -     | -     | -        | 144   | 244   | 450   | 15    | 89    | .979     |
| 2013  | 巨人  | 3     | 18    | 2     | 0     | 3     | 1.000    | -     | -     | -     | -     | -     | -        | -     | -     | -     | -     | -     | -        | 136   | 205   | 469   | 11    | 66    | .984     |
| 2014  | 巨人  | -     | -     | -     | -     | -     | -        | -     | -     | -     | -     | -     | -        | -     | -     | -     | -     | -     | -        | 140   | 198   | 459   | 13    | 84    | .981     |
| 2015  | 巨人  | -     | -     | -     | -     | -     | -        | -     | -     | -     | -     | -     | -        | -     | -     | -     | -     | -     | -        | 130   | 190   | 415   | 11    | 78    | .982     |
| 2016  | 巨人  | -     | -     | -     | -     | -     | -        | -     | -     | -     | -     | -     | -        | -     | -     | -     | -     | -     | -        | 131   | 213   | 405   | 16    | 91    | .975     |
| 2017  | 巨人  | -     | -     | -     | -     | -     | -        | -     | -     | -     | -     | -     | -        | -     | -     | -     | -     | -     | -        | 141   | 203   | 464   | 9     | 84    | .987     |
| 2018  | 巨人  | -     | -     | -     | -     | -     | -        | -     | -     | -     | -     | -     | -        | -     | -     | -     | -     | -     | -        | 107   | 156   | 347   | 9     | 60    | .982     |
| 2019  | 巨人  | -     | -     | -     | -     | -     | -        | -     | -     | -     | -     | -     | -        | -     | -     | -     | -     | -     | -        | 141   | 199   | 354   | 12    | 74    | .979     |
| 2020  | 巨人  | -     | -     | -     | -     | -     | -        | -     | -     | -     | -     | -     | -        | -     | -     | -     | -     | -     | -        | 113   | 176   | 288   | 4     | 65    | .991     |
| 2021  | 巨人  | -     | -     | -     | -     | -     | -        | -     | -     | -     | -     | -     | -        | -     | -     | -     | -     | -     | -        | 116   | 140   | 304   | 4     | 57    | .991     |
| 2022  | 巨人  | -     | -     | -     | -     | -     | -        | -     | -     | -     | -     | -     | -        | -     | -     | -     | -     | -     | -        | 82    | 120   | 240   | 11    | 52    | .970     |
| 2023  | 巨人  | -     | -     | -     | -     | -     | -        | -     | -     | -     | -     | -     | -        | 21    | 11    | 37    | 0     | 4     | 1.000    | 89    | 123   | 233   | 4     | 50    | .989     |
| 2024  | 巨人  | -     | -     | -     | -     | -     | -        | -     | -     | -     | -     | -     | -        | 104   | 66    | 180   | 6     | 20    | .976     | -     | -     | -     | -     | -     | -        |
| 通算  | 通算  | 3     | 18    | 2     | 0     | 3     | 1.000    | 1     | 2     | 1     | 0     | 0     | 1.000    | 125   | 77    | 217   | 6     | 24    | .980     | 2046  | 3070  | 6196  | 192   | 1171  | .980     |

- 2024年度シーズン終了時
- 各年度の太字はリーグ最高、赤太字はNPBの遊撃手における歴代最高
- 太字年はゴールデングラブ賞受賞

### タイトル
- 首位打者：1回（2016年）
- 最高出塁率：1回（2016年）
- 最多安打：1回（2012年）

### 表彰
NPB
- 最優秀選手：1回（2019年）
- ベストナイン：7回（遊撃手部門：2009年、2012年、2016年、2018年 - 2021年）
- ゴールデングラブ賞：6回（遊撃手部門：2016年、2017年、2019年 - 2021年 三塁手部門：2024年）
- セ・リーグ連盟特別表彰：2回（新人特別賞：2008年、リーグ特別賞：2021年）※2021年は遊撃手として通算最多出場（1778試合）のプロ野球新記録
- 月間MVP：2回（打者部門：2018年3・4月、2019年3・4月）
- スカパー! ドラマティック・サヨナラ賞年間大賞：1回（2023年）
- 月間サヨナラ賞：3回（2015年8月[175]、2016年5月[176]、2023年6月[119]）
- 「ジョージア魂」賞年間大賞：1回（2012年）
- 「ジョージア魂」賞：1回（2012年度第8回）
- 東京ドームMVP：3回（2009年、2016年、2019年）[177]
- 東京ドームMVP特別賞：1回（2008年）
- オールスターゲーム敢闘選手賞：4回（2011年第2戦、2012年第2戦、2013年第2戦、2016年第1戦）
- 報知プロスポーツ大賞（2009年）
- スポーツニッポン新聞社選定スーパープレー大賞（2009年）
- ヤナセ・ジャイアンツMVP賞：2回（2010年、2016年）[178][179]
- ベストハンバーグ侍2015（2015年）
- アットホームヒーロー・オブ・ザ・イヤー：2回（2015年[180]、2016年[181]）
- 月間アットホームヒーロー賞[注 1]：7回（2013年7月[182]、2013年9・10月[183]、2015年5月[184]、2015年8月[185]、2016年5月[186]、2016年7月[187]、2017年5月[188]）

国際大会
- アジアシリーズMVP：1回（2012年）
- WBSCプレミア12・最優秀守備選手：1回（2015年）
- オリンピックの野球競技・ベストナイン：1回（遊撃手：2021年）

その他
- 紺綬褒章[189]
- 伊丹市民栄誉賞（2021年）[190][191]

### 記録
初記録
- 初出場：2007年7月12日、対阪神タイガース12回戦（東京ドーム）、12回裏に阿部慎之助の代走で出場
- 初盗塁：同上、12回裏に二盗（投手：ダーウィン・クビアン、捕手：矢野輝弘）
- 初得点：同上、12回裏に二走として小田嶋正邦の二塁打で生還
- 初先発出場：2007年9月2日、対横浜ベイスターズ20回戦（横浜スタジアム）、「8番・遊撃手」で先発出場
- 初打席：同上、2回表に加藤武治から投手ゴロ
- 初安打・初打点：2007年9月6日、対中日ドラゴンズ21回戦（ナゴヤドーム）、12回表に上原浩治の代打で出場、高橋聡文から中前2点適時打
- 初本塁打：2008年4月6日、対阪神タイガース3回戦（東京ドーム）、5回裏に阿部健太から左越満塁 ※セ・リーグ史上最年少満塁本塁打

節目の記録
- 100本塁打：2014年3月28日、対阪神タイガース1回戦（東京ドーム）、4回裏に能見篤史から中越ソロ ※史上271人目[192]
- 1000安打：2014年5月20日、対埼玉西武ライオンズ1回戦（西武ドーム）、1回表に牧田和久から左前安打 ※史上277人目、25歳5か月での達成はセ・リーグ史上最年少
- 1000試合出場：2014年9月24日、対中日ドラゴンズ23回戦（ナゴヤドーム）、「3番・遊撃手」で先発出場 ※史上466人目
- 100盗塁：2014年10月3日、対横浜DeNAベイスターズ23回戦（東京ドーム）、3回裏に二盗（投手：三嶋一輝、捕手：嶺井博希）
- 150本塁打：2016年9月23日、対横浜DeNAベイスターズ24回戦（東京ドーム）、1回裏に石田健大から左越ソロ ※史上164人目
- 1500安打：2017年7月9日、対阪神タイガース13回戦（阪神甲子園球場）、9回表にラファエル・ドリスから左前適時打 ※史上123人目[193]、28歳6か月での達成はセ・リーグ史上最年少、右打者としては史上最年少
- 300二塁打：2018年4月25日、対中日ドラゴンズ5回戦（上毛新聞敷島球場）、1回裏に大野雄大から ※史上70人目、29歳4か月での達成は史上最年少[194]
- 1500試合出場：2018年7月16日、対阪神タイガース13回戦（阪神甲子園球場）、「1番・遊撃手」で先発出場 ※史上191人目[195]
- 200本塁打：2019年5月29日、対阪神タイガース13回戦（阪神甲子園球場）、 3回表に青柳晃洋から中越ソロ ※史上104人目[196]
- 1000三振：2019年6月7日、対千葉ロッテマリーンズ1回戦（東京ドーム）、3回裏に二木康太から空振り三振 ※史上67人目
- 350二塁打：2020年6月25日、対広島東洋カープ3回戦（東京ドーム）、3回裏に遠藤淳志から ※史上44人目
- 1000得点：2020年7月26日、対東京ヤクルトスワローズ8回戦（明治神宮野球場）、1回表に岡本和真の左前適時打で生還 ※史上43人目
- 3000塁打：2020年8月4日、対阪神タイガース5回戦（阪神甲子園球場）、1回表にオネルキ・ガルシアから中越ソロ ※史上60人目
- 2000安打：2020年11月8日、対東京ヤクルトスワローズ24回戦（東京ドーム）、1回裏にアルバート・スアレスから左越二塁打 ※史上53人目、31歳11か月での達成は史上2番目の年少記録、右打者では史上最年少
- 250本塁打：2021年6月19日、対阪神タイガース11回戦（阪神甲子園球場）、4回表に伊藤将司から左越ソロ ※史上65人目
- 400二塁打：2021年10月2日、対横浜DeNAベイスターズ22回戦（東京ドーム）、3回裏に京山将弥から左越適時二塁打 ※史上14人目、32歳9か月での達成は史上最年少[197]
- 2000試合出場：2023年4月18日、対横浜DeNAベイスターズ4回戦（長崎ビッグNスタジアム）、9回裏にオコエ瑠偉の代打で出場 ※史上55人目[198]
- 3500塁打：2023年5月5日、対中日ドラゴンズ7回戦（バンテリンドーム ナゴヤ）、7回表に勝野昌慶から中越二塁打 ※史上30人目[199]
- 1000打点：2023年9月24日、対横浜DeNAベイスターズ22回戦（横浜スタジアム）、5回表に今永昇太から左越2ラン ※史上49人目[200]
- 450二塁打：2024年5月22日、対中日ドラゴンズ11回戦（東京ドーム）、3回裏に小笠原慎之介から左二塁打 ※史上2人目[201]、NPB歴代単独2位

遊撃手としての記録
- 遊撃手1778試合出場：2021年4月16日、対横浜DeNAベイスターズ4回戦（横浜スタジアム） ※史上最多、更新中（2023年終了時は2046試合）
- 遊撃手として出場時の通算本塁打：250本 ※史上最多、更新中
- 遊撃手として13年連続2桁本塁打 ※豊田泰光とならびプロ野球タイ記録

クライマックスシリーズにおける記録
- クライマックスシリーズ通算52試合出場 ※セ・リーグ歴代1位
- クライマックスシリーズ通算25得点 ※松田宣浩とならび歴代1位タイ
- クライマックスシリーズ通算46安打 ※セ・リーグ歴代1位
- クライマックスシリーズ通算13二塁打 ※歴代1位

その他の記録
- 高卒2年目での全試合先発出場：2008年 ※史上3人目
- 開幕戦から36試合連続出塁：2019年 ※セ・リーグ記録
- 1試合5三振：2019年6月21日、対福岡ソフトバンクホークス1回戦（東京ドーム）※史上17人目
- 14年連続100安打：2021年9月24日 ※球団史上3位[202]
- 同一球場通算1000安打：2023年5月3日、対東京ヤクルトスワローズ5回戦（東京ドーム）、4回裏に高梨裕稔から中前安打 ※史上13人目、東京ドーム初[203]
- 同一球場通算200二塁打：2023年9月18日、対東京ヤクルトスワローズ24回戦（東京ドーム）、6回裏に山野太一から右中間適時二塁打 ※史上3人目[204]
- オールスターゲーム出場：12回（2008年、2009年、2010年、2011年、2012年、2013年、2014年、2016年、2017年、2018年、2019年、2021年）※2022年と2023年も選出されたが、2022年は仙腸関節炎のため[205]、2023年は右大腿二頭筋長頭肉離れのため出場辞退[206]

### 背番号
- 61（2007年 - 2008年）
- 6（2009年 - ）

### 登場曲
- 「YURENAGARA」KEN-U（2008年）
- 「キセキ」GReeeeN（2008年 - ）※2011年からは4打席目以降
- 「わんぱく野球バカ」遊助（2010年 - 2012年）※1打席目
- 「LETTER 〜おかんに贈る音の手紙〜」G2（2011年6月19日 - ） ※実母の命日だったことに由来。その後は母の日限定の登場曲となっている。
- 「Price Tag feat. B.o.B」Jessie J（2011年 - 2013年）※2打席目
- 「New Day」Alicia Keys（2013年）
- 「Just Fine」Mary J. Blige（2013年）※1打席目
- 「We Are Never Ever Getting Back Together」Taylor Swift（2013年）※1打席目
- 「Let it Go」Idina Menzel（2014年、2016年）
- 「Myself」長渕剛（2015年）※2打席目
- 「Ain't Been Done」Jessie J（2015年）※1打席目
- 「Lean On (feat. MØ)」Major Lazer & DJ Snake（2016年 - 2017年）
- 「Get The Treasure」SHINee（2017年）※2打席目
- 「背中越しのチャンス」亀と山P（2017年5月17日）※3打席目
- 「KINGPIN FOR SAKAMOTO」AK-69（2017年7月 - ）
- 「Hero」安室奈美恵（2018年）※1打席目
- 「カンジルママ二 (#6 ver.)」maaboo（2018年 - ）※2打席目
- 「Wasted Nights」ONE OK ROCK（2019年3月3日）
- 「Tie Me Down」Gryffin & Elley Duhe（2019年 - 2021年オープン戦、2023年開幕 - ）※1打席目
- 「キミトユメノタメ」maaboo（2021年開幕 - 2023年オープン戦）※1打席目

### 代表歴
- 2013 ワールド・ベースボール・クラシック日本代表
- 2015 WBSCプレミア12 日本代表
- 2017 ワールド・ベースボール・クラシック日本代表
- 2019 WBSCプレミア12 日本代表
- 2020年東京オリンピックの野球競技・日本代表

## 関連情報

### 出演
CM
- 西川産業『エアーSI』（2011年）
- はごろもフーズ『ポポロスパCarbOFF』（2019年）

PV
- ONE☆DRAFT『情熱』（2009年）

### 出版物
書籍
- 坂本勇人 G-HERO（宝島社） 2010年5月 ISBN 978-4796677172
- 勇人─坂本勇人写真集（報知新聞社） 2011年3月 ISBN 978-4831901422
- オフィシャルBOOK #6 坂本勇人（徳間書店） 2011年3月 ISBN 978-4198631345
- だから僕は、笑顔になれる（主婦と生活社） 2013年2月 ISBN 978-4391143171
- 坂本勇人のバッティングバイブル（ベースボール・マガジン社） 2024年9月 ISBN 978-4583117041

DVD
- 坂本勇人 躍動する背番号6（株式会社バップ） 2009年9月

### 漫画
- 坂本勇人物語（週刊少年マガジン2009年4月15日号） 原作：Get Sports（テレビ朝日系） / 漫画：関口太郎